# Saint-Maximin (Isère)
Saint-Maximin é uma comuna francesa na região administrativa de Auvérnia-Ródano-Alpes, no departamento de Isère.